# رأس ريدينق
رأس ريدينق هو الإقليم الفرعي ذو الجغرافية الطبيعية في قسم مرتفعات نيو إنجلاند في مقاطعة نيو إنجلاند بـجبال الأبالاش. ويتألف الرأس من جبال تتشكل من صخور متحولة بلورية.

## الموقع
يبدأ رأس ريدينق بالقرب من ريدينغ، بنسيلفانيا عبر الشمال في نيو جيرسي والجنوب في نيويورك (ولاية)، ويصل طرفه الشمالي إلى ولاية كونيتيكت. ويشار إلى رأس ريدينق في بنسيلفانيا بنفس الاسم، بينما تحمل مرتفعات المقاطعة الفرعية في نيو جيرسي ونيويورك اسم مرتفعات نيو جيرسي-نيويورك. وبالقرب من وادي هدسون، غالبًا ما يستخدم التعبير مرتفعات هدسون. ويعرف القسم من الرأس الذي يدخل كونيتيكت باسم مرتفعات هاوساتونيك.

## العلاقة بأقسام مرتفعات نيو إنجلاند الأخرى
يوجد قسمان فرعيان من مرتفعات نيو إنجلاند إلى جانب رأس ريدينق، كما يوجد رأس آخر يتكون من حزام صخري من نفس النوع من الصخور يمتد من مرتفعات هدسون متجهًا جنوبًا إلى مدينة نيويورك بامتداد نهر هدسون. ويطلق على هذه المنطقة أيضًا اسم رأس مانهاتن. وتعد سربنتينيت جزيرة ستاتن امتدادًا جنوبيًا لمرتفعات نيو إنجلاند.

## الجيولوجيا
يعد رأس ريدينق جزءًا من أساس عصر ما قبل الكمبري والذي يظهر بشكل متقطع في شمال وسط جبال الأبالاش. وتتألف الصخور التي تشكل الرأس من مجموعة متنوعة من النايس. وتتشارك مقاطعة نيو إنجلاند ومقاطعة بلو ريدج في العديد من أوجه التشابه الجيولوجي، ويعتقد بعض الخبراء أن رأس ريدينق ما هو إلا امتداد لجبال بلو ريدج التي تصل نهايتها الشمالية إلى الجبل الجنوبي بالقرب من هاريسبرج، بنسيلفانيا. وفي الفجوة بين بلو ريدج ومقاطعة ريدينق، تنحدر مناطق الجبلين إلى سفح جبل الأبالاش. ويشار إلى مقاطعة بلو ريدج ونيو إنجلاند معًا بوصفها أبالاش بلورية. وتتسم صخور رأس ريدينق بتركيزات مرتفعة من اليورانيوم، والذي ينتج عند تحلله الرادون الغازي، وهو مصدر خطير من مصادر تلوث الأماكن المغلقة المشيدة على هذا الرأس.

## جبال رأس ريدينق

### مرتفعات شرق هدسون (الشمال إلى الجنوب)
- جبل ساور
- جبل بيكون
- سكوفيلد ريدج
- نورث شوجارلوف
- بري نيك ريدج
- بول هيل، جبل ثور
- ساوث ريداوت ونورث ريداوت
- شوجر لوف هيل
- وايت روك
- كندا هيل
- أنثوني نوز

### مرتفعات غرب هدسون (الشمال إلى الجنوب)
- جبل ستورم كينج
- عش الغراب
- بوبولوبن تورن
- جبل الدب
- جبل الغرب
- الجبل الأجرد
- جبل داندربيرج

### مرتفعات نيوجيرسي (الشمال إلى الجنوب)
- جبل بوتشاك
- جبل واواياندا
- جبل هامبورغ
- جبل سبارطا
- جبل هاكيتستاون

### رأس ريدينق في بنسيلفانيا
- جبل الجنوب